# Microrregión del Agreste Potiguar
La microrregión del Agreste Potiguar es una de las microrregiones del estado brasilero del Río Grande del Norte perteneciente a la mesorregión Agreste Potiguar. Su población fue estimada en 2006 por el IBGE en 223.004 habitantes y está dividida en 22 municipios. Posee un área total de 3.488,415 km².

## Municipios
- Bom Jesus
- Brejinho
- Ielmo Marinho
- Januário Cicco
- Jundiá
- Lagoa d'Anta
- Lagoa de Pedras
- Lagoa Salgada
- Monte Alegre
- Nova Cruz
- Passa e Fica
- Passagem
- Presidente Juscelino
- Riachuelo
- Santa Maria
- Santo Antônio
- São Paulo do Potengi
- São Pedro
- Senador Elói de Souza
- Serrinha
- Várzea
- Vera Cruz

- Datos: Q2596971